# Hantu (genre)
Pour le film, voir Hantu.
Genre
Hantu est un genre d'araignées aranéomorphes de la famille des Pholcidae.

## Distribution
Les espèces de ce genre sont endémiques du Sarawak en Malaisie.

## Liste des espèces
Selon World Spider Catalog (version 17.0, 27/05/2016) :
- Hantu kapit Huber, 2016
- Hantu niah Huber, 2016

## Publication originale
- Huber, 2016 : A new genus of ground and litter-dwelling pholcine spiders from Sarawak (Araneae, Pholcidae). European Journal of Taxonomy, vol. 186, p. 1-15 (texte intégral).